# 松田郵便局
松田郵便局（まつだゆうびんきょく）は神奈川県足柄上郡松田町にある郵便局。民営化前の分類では集配普通郵便局であった。

## 概要
住所：〒258-8799 神奈川県足柄上郡松田町松田惣領1596-1

## 沿革
- 1880年（明治13年）10月 - 松田惣領（まつだそうりょう）郵便局（五等）として開設[1]。
- 1885年（明治18年）6月25日 - 貯金取扱を開始。
- 1888年（明治21年）12月12日 - 松田郵便局に改称。
- 1890年（明治23年）4月1日 - 為替取扱を開始。
- 1956年（昭和31年）3月4日 - 電話通話事務を除く電気通信業務を、松田電報電話局に移管[2]。
- 1956年（昭和31年）11月1日 - 和文電報受付事務の取扱を開始。
- 1957年（昭和32年）11月16日 - 特定郵便局から普通郵便局に局種別改定。
- 1973年（昭和48年）(？) 現在地に移転。
- 2000年（平成12年）8月14日 - 外国通貨の両替および旅行小切手の売買に関する業務取扱を開始。
- 2007年（平成19年）10月1日 - 民営化に伴い、併設された郵便事業松田支店に一部業務を移管。
- 2012年（平成24年）10月1日 - 日本郵便株式会社発足に伴い、郵便事業松田支店を松田郵便局に統合。

## 取扱内容
- 郵便、印紙、ゆうパック、内容証明
- 貯金、為替、振替、振込、国際送金、外貨両替・トラベラーズチェック、国債、投資信託
- 生命保険、バイク自賠責保険、自動車保険
- ゆうちょ銀行ATM
- 「258-00xx」区域（足柄上郡松田町、足柄上郡大井町、足柄上郡開成町のそれぞれ全域）の集配業務
- ゆうゆう窓口

## 周辺
- 足柄上合同庁舎
- 立花学園高等学校
- 国道246号
- 酒匂川

## アクセス
- JR御殿場線 松田駅、もしくは小田急小田原線 新松田駅からそれぞれ徒歩約8分
- 箱根登山バス 箱77・箱79・箱83系統 松田小学校停留所下車
- 東名高速道路 大井松田ICから西へ約2km
- 駐車場あり：15台